# Хиперсфера
Хиперсфера представља генерализацију појма сфере у простору произвољне димензије. Као и сфера, хиперсфера је површ, а може се дефинисати као скуп свих тачака које се налазе на датом растојању r од дате тачке O. При томе је r полупречник хиперсфере а O њен центар.